# Істіклольський джамоат (район Носірі Хусрава)
Істікло́льський джамоат (тадж. Ҷамоати Истиқлол) — джамоат у складі району Носірі Хусрава Хатлонської області Таджикистану.
Адміністративний центр — село Істіклол.
Населення — 10075 осіб (2017).
До складу джамоату входять 8 сіл:
| Населений пункт   | Стара назва | Населення, осіб (2017) |
| ----------------- | ----------- | ---------------------- |
| Арабхона          | Арабхана    | 1975                   |
| Бердіалі Тоджиєва | -           | 2495                   |
| Бобокула Хідірова | -           | 663                    |
| Істіклол          | Комсомол    | 2836                   |
| Лолазор           | -           | 376                    |
| Мумінобод         | Олтинсой    | 411                    |
| Хамро Олімова     | -           | 957                    |
| Чашма             | -           | 362                    |